# Joseph-Louis Lagrange
Pour les articles homonymes, voir Lagrange.
Joseph Louis de Lagrange (en italien Giuseppe Luigi Lagrangia ou aussi Giuseppe Ludovico De la Grange Tournier), né à Turin le 25 janvier 1736 de parents français et mort à Paris le 10 avril 1813, est un mathématicien, mécanicien et astronome italien, originaire du royaume de Sardaigne et naturalisé français.
À l'âge de trente ans, il quitte Turin et va séjourner à Berlin pendant vingt-et-un ans. Ensuite, il s'installe pour ses vingt-six dernières années à Paris où il prend la nationalité française en 1802.

## Biographie

### Turin
Monsieur Lagrangia, le père du mathématicien, épouse Maria Teresa Gros, fille d'un médecin turinois, qui donne naissance le 25 janvier 1736 au premier de ses onze enfants, baptisé Giuseppe Luigi. Son père, en dépit de son rang, dispose de peu de moyens, ruiné avant la majorité de son premier enfant par certaines spéculations hasardeuses.
Giuseppe Luigi Lagrangia est un élève brillant du collège de Turin. Ses grandes passions sont les lettres classiques et le latin. Le physicien Giovanni Battista Beccaria lui apprend la physique et Filippo Antonio Revelli se charge de la géométrie. Ce sont eux qui l'initient à l'étude des sciences. L'étude des Éléments d'Euclide constitue son initiation aux mathématiques, mais il succombe bientôt aux charmes de la nouvelle science du calcul infinitésimal. Quand il a dix-sept ans, il semble que ce soit un bref article sur les applications de l'algèbre à l'optique, dû à l'astronome mathématicien anglais Edmond Halley (1656-1742), ami de Newton, qui l'initie aux joies de ce qu'on appelle alors « l'analyse », par opposition à « la synthèse », comme on nomme alors la méthode géométrique d'Euclide.
À dix-huit ans, Giuseppe Luigi, élève brillantissime, a déjà lu et assimilé Newton, d'Alembert , les Bernoulli et Euler, le tout en autodidacte. En moins d'un an, ses recherches commencent à porter leurs fruits : il est devenu un mathématicien de talent.
Le 23 juillet 1754, à peine âgé de dix-huit ans, le jeune Lagrangia envoie un bref mémoire au géomètre Giulio Fagnano (1682-1776). Son idée ambitieuse est de formaliser le calcul infinitésimal en utilisant le théorème binomial de Newton et son analogie, avec les dérivées successives du produit de deux fonctions.
En même temps, il envoie une lettre en latin exposant ses travaux à Euler, la première d'une longue et fructueuse correspondance avec le grand savant. Mais en août de la même année, Lagrangia, qui signe à présent « Luigi De la Grange Tournier » s'aperçoit que son résultat a déjà été démontré par Leibniz et Jean Bernoulli — ce qui le plonge dans une grande inquiétude —, mais il se remet au travail et, quelques mois plus tard, communique à Fagnano et Euler les nouveaux résultats qu'il a obtenus pour une courbe connue sous le nom de tautochrone et jette les bases du calcul variationnel. Euler est tellement enthousiasmé par cette nouvelle méthode, qu'il félicite son jeune collègue pour son travail et proclame que, selon lui, les idées de Lagrange représentent un sommet de perfection, de généralité et d'utilité. Le plus frappant dans la réponse d'Euler à Lagrange, c'est qu'à partir de ce moment, il traite le jeune homme comme étant intellectuellement son égal.
Quelques semaines après la réponse d'Euler, datée de septembre 1755, et alors que Lagrange n'a que dix-neuf ans, le duc de Savoie le nomme professeur de l'Académie royale pour la théorie et la pratique de l'artillerie de Turin,,.
Euler caresse l'idée de faire venir Lagrange à Berlin, mais Lagrange décline l'invitation en mai 1756. Euler — qui préside l'Académie de Berlin — va jusqu'à le nommer, sans lui demander son avis, membre étranger de l'institution. En 1757, Lagrange prend avec Giuseppe Angelo Saluzzo di Menusiglio et Giovanni Francesco Cigna l'initiative de créer la Società Scientifica Privata Torinese, société savante qui deviendra plus tard l’Académie des sciences de Turin. Presque tous les travaux publiés par Lagrange à Turin paraissent dans les mémoires de l'Académie, connus sous le nom de Miscellanea Taurinensia, tantôt en latin, tantôt en français, compilant ses premiers résultats sur l’application du calcul variationnel à des problèmes de mécanique (propagation du son, corde vibrante, etc.).
Ayant assis sa réputation et son prestige par ses publications et ses correspondances avec les plus grands mathématiciens du temps, Lagrange se fixe comme objectif la conquête de Paris. Il se propose de résoudre les problèmes, relatifs à la Lune, posés par l'Académie parisienne en 1762. En 1764, ses travaux sont récompensés par le Grand Prix de l’Académie des sciences de Paris. Cette même année, l'Académie de Paris propose un nouveau prix, demandant cette fois si les irrégularités des quatre satellites connus de Jupiter sont dues à leur attraction mutuelle. Une nouvelle fois, il remporte le prix de l'Académie.
Revenant de France au printemps 1764, Lagrange rend visite à Voltaire en exil à Ferney et dira de lui : « Un personnage qui mérite d'être connu ». De retour dans sa ville natale, il peut vérifier que la cour ne fait rien pour améliorer sa situation matérielle, en dépit de promesses aussi obséquieuses que répétées. À l'âge de trente ans, il habite toujours chez ses parents, sans perspective de changement.
À l'automne 1765, d'Alembert l'incite à accepter un poste à Berlin, il décline l'invitation « tant que  Monsieur Euler s'y trouvera ». En 1766, Euler accepte l'invitation de Catherine II de Russie à venir renforcer le prestige de la nouvelle Académie des sciences de Saint-Pétersbourg, et Frédéric II lui-même lui fait une proposition intéressante, avec les mots suivants : « Mon désir est que le plus grand roi d'Europe puisse compter parmi sa Cour le plus grand mathématicien d'Europe ». Il lui propose d'occuper le poste de directeur de la section de mathématiques de l'Académie royale des sciences de Prusse laissé vacant par Euler. Le roi de Sardaigne lui fait part de son déplaisir, mais Lagrange quitte pour toujours son pays natal le 21 août 1766 et prend le chemin d'une nouvelle vie,,.

### Berlin
Si les dix premières années de Lagrange à Berlin sont particulièrement fécondes, les années suivantes sont marquées par des drames personnels. En septembre 1767, Lagrange épouse une de ses cousines, Vittoria Conti, qu'il connaît depuis l'enfance. Dans une lettre à d'Alembert, il la décrit comme une femme industrieuse et « sans prétentions » — ce qui était sans doute une vertu à ses yeux —, dans la même lettre il déclare qu'il n'a pas l'intention d'avoir des enfants. En raison d'ennuis de santé, en 1770, il se retire des concours biennaux de l'Académie de Paris.
Lagrange écrit dans une lettre à d'Alembert : « Je suis en mesure de fournir une théorie complète de la variation des éléments des planètes en vertu de leur action mutuelle », le prévenant qu'il n'aurait peut-être pas le temps d'effectuer tous les calculs. Les travaux sont présentés à l'Académie de Paris et d'Alembert peut lui annoncer, le 25 mars 1772, qu'il a remporté le prix (5 000 £) ex aequo avec Euler. Lagrange poursuit ses recherches sur les problèmes de mécanique céleste posés par l'Académie de Paris mais, en août 1773, il annonce qu'il ne participerait plus aux prix. Condorcet, incité par d'Alembert, insiste pour qu'il continue. Il remporte à nouveau le prix avec un mémoire sur « l'accélération séculaire » de la Lune. La dernière participation de Lagrange à un prix de l'Académie est un traité sur les perturbations exercées par l'ensemble des corps célestes sur les trajectoires des comètes. Il remporte ainsi pour la dernière fois le prix (4 000 £) de 1780.
Pendant ce temps, Lagrange poursuit ses recherches sur la mécanique céleste et publie nombre de travaux, pour la plupart dans les Mémoires de l'Académie de Berlin, comme son contrat l'y oblige. Nombre de ces mémoires traitent de problèmes de stabilité et de perturbations, comme la question du mouvement séculaire des nœuds d'une orbite, celle de la diminution de l'obliquité d'une écliptique, celle des variations de l'excentricité et des périhélies. L'ensemble culmine en un traité général de plusieurs volumes parus en 1785 et 1786 sous le titre Théorie des variations séculaires des éléments des planètes et Théorie des variations périodiques des mouvements des planètes.
La majorité de ses contemporains cherchent à résoudre des problèmes pratiques, alors que pour Lagrange, il s'agit de faire de la physique mathématique, c'est-à-dire de développer des techniques mathématiques applicables à la physique. Si un problème ne l'attire pas d'un point de vue mathématique, il le considère sans intérêt et refuse d'y travailler. Pendant les dix premières années passées à Berlin, il établit d'importants résultats en théorie des nombres et en algèbre. En 1770, il entreprend des recherches sur la théorie des équations qui lui permettront d'aboutir à l'un de ses résultats les plus intéressants, cette fois dans le domaine de l'algèbre, qui fera de lui le devancier des idées que développeront au siècle suivant le Norvégien Niels Henrik Abel (1802-1829) et Évariste Galois (1811-1832).
C'est à Lagrange qu'il revient d'avoir réussi à démontrer le théorème de Wilson, d'avoir trouvé la solution d'un problème posé par Fermat — autre bien sûr que le célèbre théorème qui devra attendre plus de 350 ans pour être démontré —, d'avoir prouvé que tout entier naturel peut s'écrire sous la forme de la somme des carrés de quatre entiers naturels (zéro inclus). En 1775, il fait la preuve de son inventivité en inaugurant l'étude de ce que l'on appelle aujourd'hui les formes quadratiques et démontre que toute forme quadratique est convertible en une forme réduite. Il travaille aussi activement sur les équations aux dérivées partielles qui apparaissent dans le contexte de problèmes en mécanique des fluides et, en particulier, dans les problèmes de propagation du son. Il aura publié plus de 80 mémoires au cours de son séjour à Berlin,.
À partir de 1776, les nuages s'amoncellent, Lagrange souffre périodiquement de problèmes de santé qui s'aggravent à partir de 1778. Son épouse tombe malade et le reste durant plusieurs années, au point qu'en 1779 il va interrompre ses recherches pour pouvoir lui consacrer tout son temps. Il se voue corps et âme aux soins de son épouse, mais rien n'y fait et, en août 1783, Vittoria meurt.
Sa mort le plonge dans une profonde dépression qui le tient éloigné de ses recherches pendant quelques années, il cesse d'écrire et de publier. La situation de Lagrange à Berlin se dégrade quand le vieux roi Frédéric II tombe malade et meurt en août 1786. Son successeur, Frédéric-Guillaume II est un ennemi des Lumières et l’influence croissante de Johann Christoph von Wöllner rend sa position à Berlin inconfortable. Il reçoit de nombreuses propositions d'emplois venant d’Italie et de France. Le mathématicien convoité retient l’offre — qui n’inclut pas d’enseignement — de l’Académie des sciences de Paris, et quitte définitivement Berlin le 18 mai 1787.

### Paris
Le 29 juillet 1787, Lagrange est nommé « pensionnaire vétéran » de l'Académie de Paris et s'intéresse à une nouvelle science, la chimie, grâce à Antoine Lavoisier, qui devient un de ses meilleurs amis.
En 1788, il publie sa Mécanique analytique, compilation des travaux, sur lesquels il travaillait depuis toujours, et qui  est l'aboutissement de ses travaux en mécanique et en analyse, ce qui en fait l'élément phare de son œuvre. Son travail de mécanique analytique prend pour point de départ la deuxième loi de Newton. En 1792, son mariage avec la fille de l'astronome Le Monnier dissipe sa mélancolie récurrente, et le plonge à nouveau dans ses recherches,. La Révolution entretient des rapports ambigus avec la science. Elle favorise d'ambitieux projets éducatifs, mais se méfie des institutions héritées de l'Ancien Régime, comme les universités et les académies. Lagrange ne cesse de travailler pour le gouvernement révolutionnaire, malgré les persécutions à l'encontre de quelques scientifiques. Il n'est pas inquiété lors de la Révolution française et doit à son génie d’échapper aux mesures de répression visant les étrangers.
Sur intervention de Lavoisier auprès du député Joseph Lakanal, des arrêtés spéciaux du Comité de salut public lui permettent de continuer d’exercer ses fonctions,.
Il participe, à partir de 1791, à la Commission des Poids et Mesures ; il est donc l'un des pères du système métrique, de la définition du kilogramme et de la division décimale des unités, que la Convention officialisera par la loi du 18 germinal an III (7 avril 1795).
En 1793, l’Académie des sciences est supprimée, et il est invité, en tant qu'étranger, à quitter le territoire, lorsque le comité de salut public le réquisitionne comme spécialiste du mouvement des projectiles.
Un an plus tard, son collègue et ami Lavoisier est exécuté, victime de la Terreur. Cet événement le touche beaucoup et il déclare à son sujet : « Il a fallu un instant pour couper sa tête, et un siècle ne suffira pas pour en produire une si bien faite,. »
Lagrange participe activement aux nouvelles institutions éducatives avec Condorcet, grand inspirateur de l'ambitieuse réforme pédagogique. A partir de 1794, il entretien une correspondance avec un étudiant de l'école Polytechnique (réservée aux hommes) : Antoine Auguste Le Blanc qui est en réalité la mathématicienne Sophie Germain. Impressionné par la complexité et la rigueur de ses analyses, il finit par découvrir la supercherie en la convoquant. Il devient l'ami et mentor de la jeune fille.
En l'an III (à la fin 1794), est fondée l'École normale qui ouvre en janvier 1795, où il est nommé professeur de mathématiques en même temps que Laplace, Monge détenant la chaire de géométrie descriptive, discipline qu'il avait fondée. Lagrange n'aime pas enseigner, mais on ne se soustrait pas aux ordres impérieux de la Révolution. La chute de Robespierre et la fin de la Terreur quelques mois plus tôt normalise la situation progressivement, et elle permet à Lagrange de n'y enseigner que du 20 janvier 1795 au 19 mai de la même année. Le 21 décembre 1794 est inaugurée l'École centrale des travaux publics, il y joue un rôle important, en tant que président de son premier Conseil et professeur d'analyse. À nouveau, sa voix faible et son accent italien en font un enseignant peu apprécié de ses étudiants. Sa théorie des fonctions paraît dans les Annales de l'École polytechnique sous la forme d'un traité intitulé Théorie des fonctions analytiques, en deux volumes (en 1797 et 1813) et dans ses cours publiés sous le titre Leçons sur le calcul des fonctions, en 1801 et 1806. Les dernières années de Lagrange coïncident avec l'expansion de l'empire napoléonien, la fin de sa vie, avec la chute de l'empereur. Le cours de sa vie touche à sa fin, alors qu'il travaille fébrilement à une deuxième édition de sa Mécanique analytique, dont le premier tome paraît en 1811. Au début 1813, il subit plusieurs crises gastriques et il se soigne lui-même. Le 2 avril 1813, il accepte de voir un médecin, mais il n'accepte que des médicaments inoffensifs. Il meurt à Paris à l'âge de 77 ans,. Il est inhumé au Panthéon dans le caveau II.

## Son œuvre
Fondateur du calcul des variations, avec Euler, et de la théorie des formes quadratiques, il démontre le théorème de Wilson sur les nombres premiers et la conjecture de Bachet : tout entier positif est somme de quatre carrés. On lui doit un cas particulier du théorème auquel on donnera son nom en théorie des groupes, un autre sur les fractions continues, et l’équation différentielle de Lagrange.
En physique, en précisant le principe de moindre action, avec le calcul des variations, vers 1756, il invente la fonction de Lagrange, qui vérifie les équations de Lagrange, puis développe la mécanique analytique, vers 1788, pour laquelle il introduit les multiplicateurs de Lagrange. Il entreprend aussi des recherches importantes sur le problème des trois corps en astronomie, un de ses résultats étant la mise en évidence des points de libration (dits points de Lagrange) (1772).
Il élabore le système métrique avec Lavoisier pendant la Révolution. Il est membre fondateur du Bureau des longitudes (1795) avec, entre autres, Laplace et Cassini. Il participe à l'enseignement de mathématiques de l’École normale de l’an III avec Joseph Lakanal, de l’École polytechnique (dès 1795) avec Monge et Fourcroy. Il a aussi été le fondateur de l’Académie des sciences de Turin (1758).
En mécanique des fluides, il introduit le concept de potentiel de vitesse en 1781, bien en avance sur son temps. Il démontre que le potentiel de vitesse existe pour tout écoulement de fluide réel, pour lequel la résultante des forces dérive d’un potentiel. Dans le même mémoire de 1781, il introduit, en plus, deux notions fondamentales : le concept de la fonction de courant, pour un fluide incompressible, et le calcul de la célérité d’une petite onde dans un canal peu profond. Rétrospectivement, cet ouvrage marque une étape décisive dans le développement de la mécanique des fluides moderne.
Lagrange a aussi œuvré dans le domaine de la théorie des probabilités.
Il est, avec Fabre d'Églantine, l'un des promoteurs du calendrier révolutionnaire, en lequel il voit un instrument politique au service de la jeune République.

## Hommages
- Il est inhumé au Panthéon de Paris.
- Son nom est inscrit sur la tour Eiffel[30].
- Un cratère lunaire porte son nom.
- L’astéroïde (1006) Lagrangea a été nommé en son honneur.
- Une rue du 5e arrondissement de Paris et une rue de Turin[31] portent son nom.
- Les points de Lagrange rappellent son travail.
- Le mathématicien Giambattista Magistrini a écrit un ouvrage à sa louange[32].
- Un laboratoire public, l'Unité Mixte de Recherche n° 7293 (sous la triple tutelle du CNRS, de l'Observatoire de la Côte d'Azur et de l'Université Côte d'Azur) porte également son nom[33].

## Distinctions

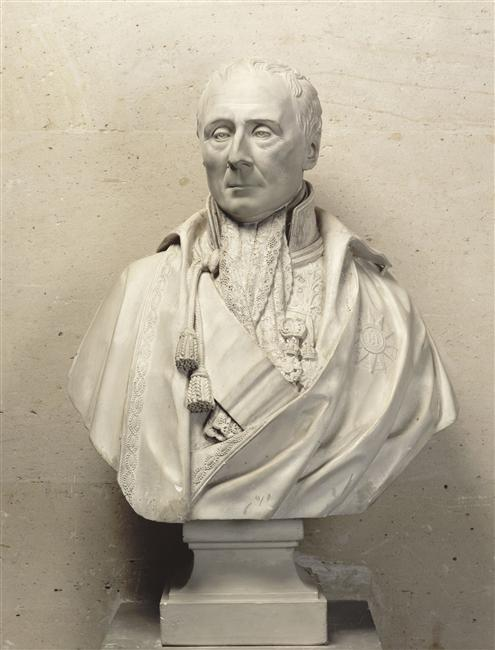
Buste représentant Joseph-Louis Lagrange, décoré de la grand-croix de l'Ordre de la Réunion.

- Membre du Sénat conservateur le 4 nivôse an VIII (25 décembre 1799 : avec Monge et Laplace, il fait partie des savants nommés à siéger dans cette assemblée)
- Comte de l'Empire[34] (lettres patentes du 24 avril 1808, Bayonne)[35] ;
- Légion d'honneur[34] :
  - Légionnaire (9 vendémiaire an XII), puis,
  - Grand officier de la Légion d'honneur (25 prairial an XII) ;
- Grand-croix de l'Ordre de la Réunion[34].

## Principales publications
- Réflexions sur la résolution algébrique des équations, 1771.Ce mémoire a inspiré Abel et Galois.
- « Recherches d’arithmétique », Mémoires de l’Académie de Berlin, 1773 et 1775, ?id=OE_LAGRANGE__3_695_0 réédité dans Œuvres de Lagrange, vol. 3.
- Mécanique analytique (1788), réédité dans Œuvres de Lagrange, vol. 11 et 12.Lagrange tente une approche entièrement algébrique de la mécanique, dégageant à partir du principe des travaux virtuels les concepts de degré de liberté[réf. nécessaire] et d’intégrabilité. Il esquisse également les rapports entre systèmes discrets (nombre fini de masses en mouvement ou en équilibre) et systèmes continus (fluide).
- Traité des fonctions analytiques.L’auteur définit les fonctions comme des développements de Taylor-Lagrange convergents, ce qui lui permet de définir dérivée et primitive de façon originale, et de relever le problème des déterminations multiples d’une fonction en un point. C’est l’acte de naissance de la théorie des fonctions de la variable complexe, qui sera développée sur cette base par Cauchy, Poisson et Legendre.
- « Leçons de mathématiques données à l'École normale, en 1795, par M. J. L. Lagrange », Journal de l'École polytechnique, t. 2-cahier 8,‎ juin 1812, p. 173-278 (lire en ligne). Le débat et les 5 leçons ont été republiées en 1992 dans le tome 1 de L’École normale de l'an III. Leçons de mathématiques Laplace - Lagrange - Monge, (lire en ligne).

## Portrait du personnage
À la cour de Frédéric II (roi de Prusse), Lagrange est quelqu'un d'agréable et d'une grande courtoisie envers tous, qui ne cesse jamais d'assister aux réceptions, bals et concerts offerts par le souverain. Frédéric II a beaucoup d'estime pour Lagrange et le voit régulièrement. Il l'appelle son « philosophe sans fracas » en raison de son caractère flegmatique et paisible. Adepte sourcilleux d'une routine ordonnée et méthodique, il incite Lagrange à organiser son existence selon ses principes et celui-ci décide de calculer exactement combien d'heures il peut travailler par jour sans s'épuiser. Il ne se couche jamais avant d'avoir décidé à quoi il va travailler le lendemain et n'entreprend rien sans avoir préalablement étudié de manière précise comment il s'y prendra. Lagrange est aussi frugal que méthodique, il remplace le vin de sa terre natale par la bière berlinoise, qu'il estime meilleure pour sa santé. Il a un régime presque végétarien et consomme beaucoup de soupe. Il boit des tisanes aux huiles essentielles qui, selon lui, l'aident à rester en bonne santé. Il s'est soumis à presque trente saignées au cours de sa vie, car il est persuadé qu'un mélancolique comme lui accumule des humeurs qui le prédisposent aux varices et aux hémorroïdes. Il se consacre aussi à l'étude de divers médicaments, venins et plantes, faisant preuve pour sa propre santé du même soin que pour sa vie quotidienne. À la fin de sa vie, il aime la compagnie de ses amis intimes et des femmes d'esprit. Il répète souvent que sa principale source de bonheur est son épouse dévouée, qu'elle est sa seule raison d'aimer la vie et qu'il se désole par avance à l'idée de la quitter.